# Isatis violascens
Isatis violascens är en korsblommig växtart som beskrevs av Aleksandr Andrejevitj Bunge. Isatis violascens ingår i släktet vejdar, och familjen korsblommiga växter. Inga underarter finns listade i Catalogue of Life.